# Eva Vermandel
Eva Vermandel (* 7. července 1974) je belgická fotografka. Narodila se v Belgii, ale počínaje rokem 1996 žila v Londýně. Často se věnovala portrétní fotografii, modelem jí stáli například John Cale, Michael Pitt, Johnny Marr, Sinéad O'Connor, John Lydon, John Peel nebo Ben Kingsley. Je rovněž autorkou několika knih s fotografiemi, například Splinter vydaná roku 2013.